# Supercoppa italiana 2010 (hockey in-line)
La Supercoppa italiana 2010 è stata l'8ª edizione della omonima competizione italiana di hockey in-line disputata il 4 settembre 2010 al Pattinodromo comunale di Asiago.
Hanno partecipato l'Asiago Vipers in qualità di squadra campione d'Italia e detentrice della Coppa Italia e l'Edera Trieste come finalista della Coppa Italia.
L'Asiago Vipers vinse la partita per 8-6, aggiudicandosi per la settima volta il trofeo .

## Partecipanti
| Squadre       | Qual. | Partecipazioni precedenti (il grassetto indica la vittoria) |
| ------------- | ----- | ----------------------------------------------------------- |
| Asiago Vipers |       | 2003, 2004, 2005, 2006, 2007, 2008, 2009                    |
| Edera Trieste |       | 2007, 2008                                                  |

## Tabellino
| Asiago 4 settembre 2010 | Asiago Vipers | 8 – 6 | Edera Trieste | Pattinodromo comunale |